# Ananiasz z Damaszku

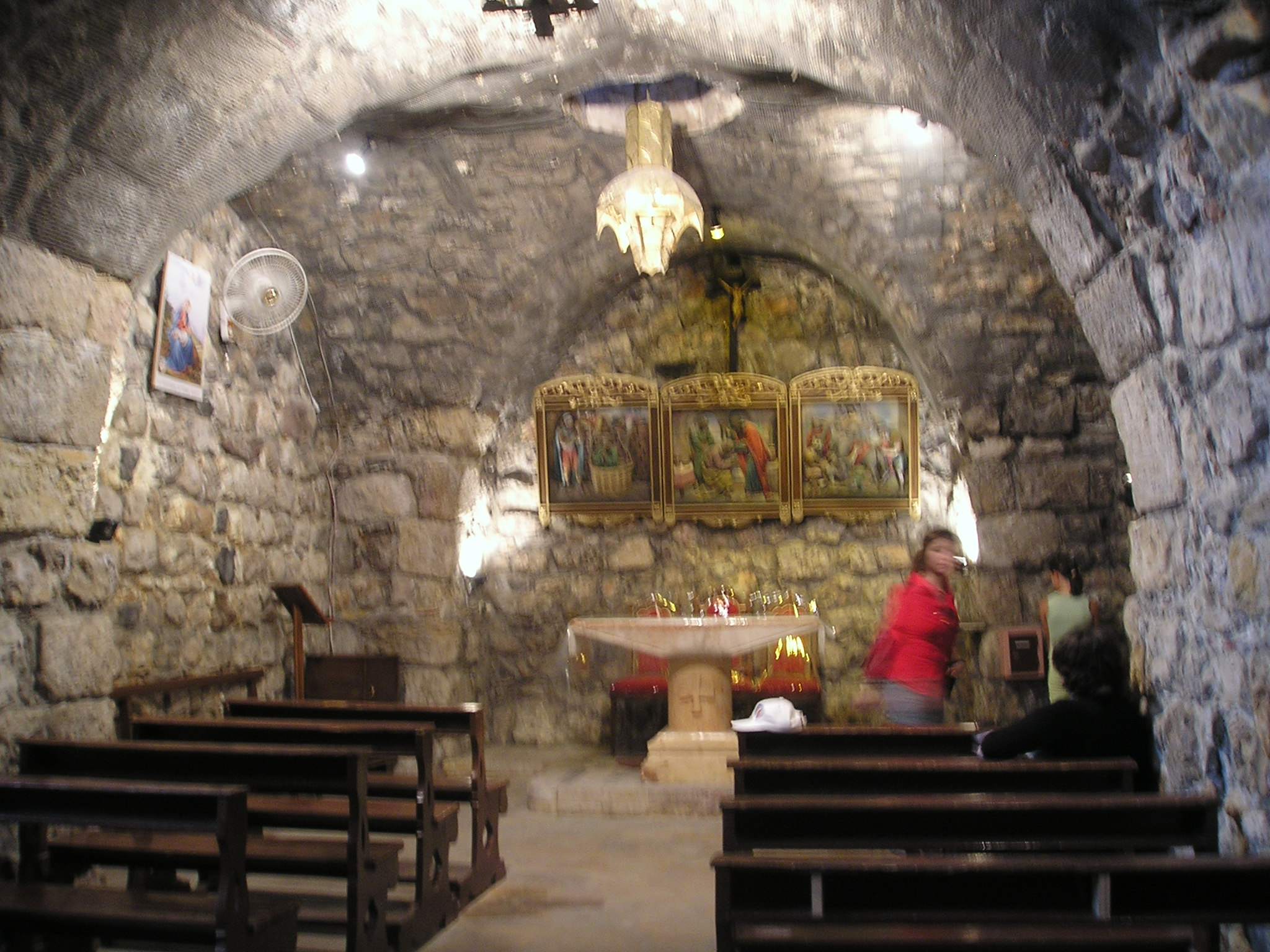
Kaplica (podziemie) Ananiasza z Damaszku - domniemany dom tego świętego

Ananiasz (gr. Ἀνανίας; żył w I wieku) – chrześcijanin, żydowski prozelita, mieszkający w Damaszku. Według Dziejów Apostolskich uzdrowił ze ślepoty i ochrzcił Pawła z Tarsu. Część egzegetów przypuszcza, że był zwierzchnikiem chrześcijańskiej gminy w Damaszku.
Dzieje Apostolskie 9:10-18 opowiadają o tym wydarzeniu w następujących słowach:

W Damaszku znajdował się pewien uczeń, imieniem Ananiasz. Ananiaszu! - przemówił do niego Pan w widzeniu. A on odrzekł: Jestem, Panie! A Pan do niego: Idź na ulicę Prostą i zapytaj w domu Judy o Szawła z Tarsu, bo właśnie się modli. I ujrzał w widzeniu, jak człowiek imieniem Ananiasz wszedł i położył na nim ręce, aby przejrzał. Panie – odpowiedział Ananiasz – słyszałem z wielu stron, jak dużo złego wyrządził ten człowiek świętym Twoim w Jerozolimie. I ma on także władzę od arcykapłanów więzić tutaj wszystkich, którzy wzywają Twego imienia. Idź - odpowiedział mu Pan - bo wybrałem sobie tego człowieka za narzędzie. On zaniesie imię moje do pogan i królów, i do synów Izraela. I pokażę mu, jak wiele będzie musiał wycierpieć dla mego imienia. Wtedy Ananiasz poszedł. Wszedł do domu, położył na nim ręce i powiedział: Szawle, bracie, Pan Jezus, który ukazał ci się na drodze, którą szedłeś, przysłał mnie, abyś przejrzał i został napełniony Duchem Świętym. Natychmiast jakby łuski spadły z jego oczu i odzyskał wzrok, i został ochrzczony.

Według tradycji był uczniem Jezusa, i zalicza się go do siedemdziesięciu dwóch uczniów, których misja została opisana w 10 rozdziale Ewangelii Łukasza. On także był człowiekiem, który jak podaje Biblia został posłany przez Boga aby uzdrowić Świętego Pawła ze ślepoty i przyłączyć go do kościoła.
Według greckiej tradycji Ananiasz głosił dobrą nowinę w Damaszku, a ostatecznie także w Eleutheropolis, gdzie zginął śmiercią męczeńską w dniu 1 października.
W martyrologiach łacińskich został wpisany przez Adona; widnieje w nich pod dniem 25 stycznia (pamiątka nawrócenia świętego Pawła).